# Yelicones violaceipennis
Yelicones violaceipennis är en stekelart som beskrevs av Cameron 1887. Yelicones violaceipennis ingår i släktet Yelicones och familjen bracksteklar. Inga underarter finns listade i Catalogue of Life.